# Homogentisat-1,2-dioxygenas

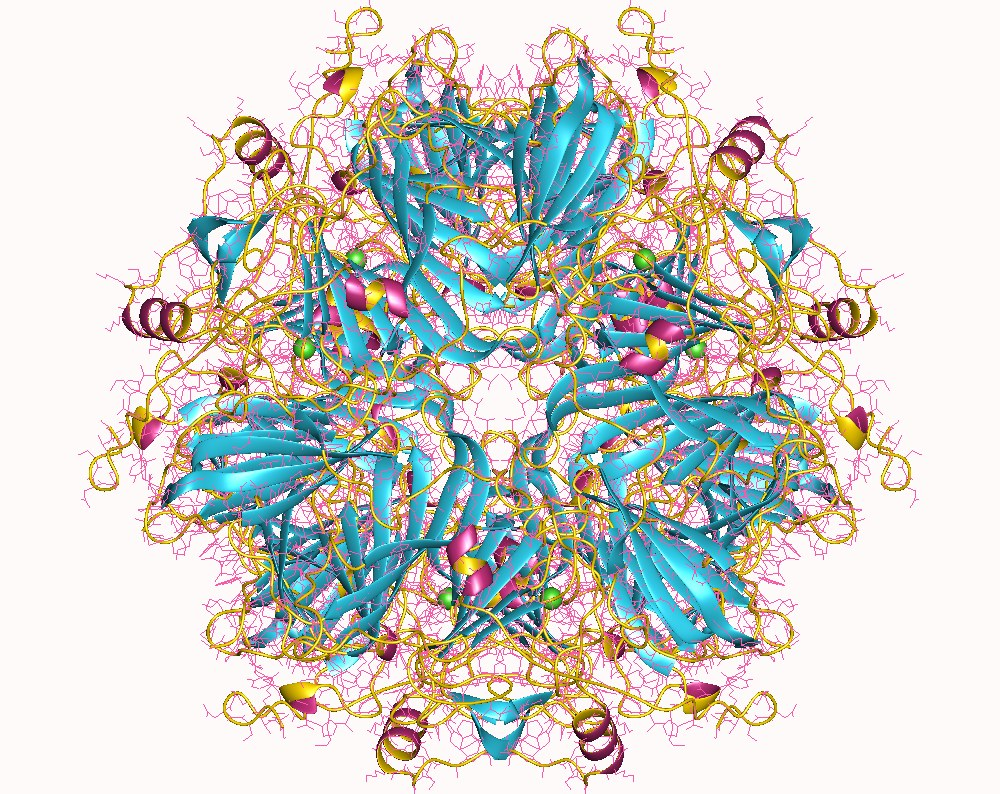
homogentisate 1,2-dioxygenase hexamer, Human.

Homogentisinsyra.

Homogentisat-1,2-dioxygenas är ett enzym som katalyserar omvandlingen av homogentisinsyra till 4-maleylacetoacetat. Enzymet är involverat i metabolismen av aminosyrorna tyrosin och fenylalanin. Brist på enzymet leder till alkaptonuri, en sjukdom där överskottet av homogentisinsyra utsöndras genom urinen och deponeras i bindväv och leder.